# Sanglante Méprise
Pour plus de détails, voir Fiche technique et Distribution.
Sanglante Méprise (A Better Way to Die) est un film américain réalisé par Scott Wiper, sorti en 2000.

## Synopsis
Un flic démissionnaire est pris entre le FBI et la mafia …

## Fiche technique
- Titre français : Sanglante Méprise
- Titre original anglais : A Better Way to Die
- Scénario : Scott Wiper
- Musique : John M. Keane
- Photographie : Lawrence Sher
- Montage : James E. Tooley
- Production : Brad Fuller, Russell Gray & Graham Taylor
- Sociétés de production : Newmarket Capital Group, Newman-Tooley Films
- Société de distribution : Columbia TriStar Home Video
- Pays :  États-Unis
- Langue : Anglais
- Format d'image : Couleur - Dolby Digital - 35 mm - 1.85:1
- Durée : 97 min
- Classification :  R (violence, grossièreté de langage et voyeurisme)

## Distribution
- Scott Wiper : Boomer
- Lou Diamond Phillips : William Dexter
- Andre Braugher : Cleveland
- Mirjana Joković : Salvi
- Natasha Henstridge : Kelly
- Mo Gallini : Laslov
- Benjamin John Parrillo : Cooper
- Joe Pantoliano : Flash
- Wayne Duvall : Rifkin
- B'nard Lewis : Lou
- Jon Farris : Fagan
- John Robert Thompson : Le directeur du bureau
- Jefferson Moore : Harrison James
- Jack Conley : Fletcher
- Carmen Argenziano : Carlos
- Rolando Molina : Chach
- Richard Haje : Le muet